# Puchar Cypru w piłce siatkowej mężczyzn (2020/2021)
Puchar Cypru w piłce siatkowej mężczyzn 2020/2021 – 47. sezon rozgrywek o siatkarski Puchar Cypru zorganizowany przez Cypryjski Związek Piłki Siatkowej, trwający od 8 lutego do 16 kwietnia 2021 roku.
W rozgrywkach brało udział 9 drużyn grających w mistrzostwach Cypru kategorii A. Składały się one z I rundy, ćwierćfinałów, półfinałów oraz finału. We wszystkich rundach rywalizacja toczyła się systemem pucharowym.
Finał odbył się w Centrum Sportowym Temistoklio w miejscowości Kato Polemidia w dystrykcie Limassol. Po raz siódmy Puchar Cypru zdobyła Omonia Nikozja, która w finale pokonała Enosis Neon Paralimni. MVP finału wybrany został Nikolas Elefteriu.
Sponsorem tytularnym rozgrywek było przedsiębiorstwo OPAP.

## System rozgrywek
Rozgrywki o Puchar Cypru w sezonie 2020/2021 składają się z I rundy, ćwierćfinałów, półfinałów i finału. Nie jest grany mecz o 3. miejsce. Uczestniczy w nich 9 drużyn biorących udział w mistrzostwach Cypru kategorii A.
Rywalizacja toczy się w systemie pucharowym. Przed rozpoczęciem rozgrywek odbywa się losowanie par w poszczególnych rundach. W I rundzie, ćwierćfinałach i półfinałach o awansie w ramach pary decydują dwumecze. Za zwycięstwo 3:0 lub 3:1 drużyna otrzymuje 3 punkty, za zwycięstwo 3:2 – 2 punkty, za porażkę 2:3 – 1 punkt, natomiast za porażkę 1:3 lub 0:3 – 0 punktów. Jeżeli po rozegraniu dwumeczu obie drużyny zdobyły taką samą liczbę punktów, o awansie decyduje tzw. złoty set grany do 15 punktów z dwoma punktami przewagi jednej z drużyn. W finale drużyny rozgrywają jedno spotkanie.

## Drużyny uczestniczące
| Kategoria A (9 drużyn)               | Kategoria A (9 drużyn) |
| ------------------------------------ | ---------------------- |
| AE Karawa Lambusa                    | półfinał               |
| Anagennisi Derinia                   | ćwierćfinał            |
| Anorthosis Famagusta                 | ćwierćfinał            |
| APOEL Nikozja                        | I runda                |
| Enosis Neon Paralimni                | finał                  |
| Green Air Pafiakos Pafos             | półfinał               |
| N.Papas Group Nea Salamina Famagusta | ćwierćfinał            |
| Olympias Frenaros                    | ćwierćfinał            |
| Omonia Nikozja                       | zwycięstwo             |

## Rozgrywki

### I runda
|  | Anorthosis Famagusta | 4 – 2 | APOEL Nikozja |  |

| 08.02.2021 20:00 (UTC+2) | APOEL Nikozja | 3:2 (30:28, 22:25, 25:23, 23:25, 15:12) | Anorthosis Famagusta | Hala sportowa Lefkoteo, Engomi Sędziowie: Isaak Fluris i Dimitris Kukunis |

| 12.02.2021 20:00 (UTC+2) | Anorthosis Famagusta | 3:1 (20:25, 25:13, 25:17, 27:25) | APOEL Nikozja | Centrum Sportowe Temistoklio, Kato Polemidia Sędziowie: Andreas Konstandinidis i Memnon Andorkas |

### Ćwierćfinały
|  | Green Air Pafiakos Pafos | 6 – 0 | N.Papas Group Nea Salamina Famagusta |  |

| 02.04.2021 20:00 (UTC+2) | N.Papas Group Nea Salamina Famagusta | 1:3 (14:25, 25:23, 17:25, 11:25) | Green Air Pafiakos Pafos | Centrum Sportowe Spiros Kiprianu, Limassol Sędziowie: Memnon Andorkas i Kiriakos Kojionis |

| 05.04.2021 20:00 (UTC+2) | Green Air Pafiakos Pafos | 3:1 (25:17, 25:23, 27:29, 25:20) | N.Papas Group Nea Salamina Famagusta | Centrum Sportowe Afroditi, Pafos Sędziowie: Dimitris Kukunis i Nikos Andoniu |

|  | Omonia Nikozja | 6 – 0 | Anorthosis Famagusta |  |

| 02.04.2021 20:00 (UTC+2) | Anorthosis Famagusta | 1:3 (20:25, 25:23, 17:25, 19:25) | Omonia Nikozja | Centrum Sportowe Temistoklio, Kato Polemidia Sędziowie: Andreas Daniil i Sotiris Karkidis |

| 05.04.2021 20:00 (UTC+2) | Omonia Nikozja | 3:0 (25:22, 27:25, 25:19) | Anorthosis Famagusta | Hala Sportowa Tasos Papadopulos – Elefteria, Engomi Sędziowie: Isaak Fluris i Konstandinos Stefanis |

|  | Anagennisi Derinia | 1 – 5 | Enosis Neon Paralimni |  |

| 02.04.2021 20:00 (UTC+2) | Enosis Neon Paralimni | 3:2 (14:25, 25:23, 13:25, 25:17, 15:10) | Anagennisi Derinia | Miejska hala sportowa, Paralimni Sędziowie: Andreas Konstandinidis i Joanis Mitsis |

| 05.04.2021 20:00 (UTC+2) | Anagennisi Derinia | 1:3 (25:23, 21:25, 21:25, 16:25) | Enosis Neon Paralimni | Hala sportowa, Derinia Sędziowie: Andreas Daniil i Memnon Andorkas |

|  | AE Karawa Lambusa | 4 – 2 | Olympias Frenaros |  |

| 02.04.2021 20:00 (UTC+2) | Olympias Frenaros | 3:2 (25:19, 17:25, 26:24, 24:26, 15:11) | AE Karawa Lambusa | Hala sportowa Liceum Foti Pita, Frenaros Sędziowie: Isaak Fluris i Konstandinos Stefanis |

| 05.04.2021 20:00 (UTC+2) | AE Karawa Lambusa | 3:1 (21:25, 25:16, 25:16, 25:17) | Olympias Frenaros | Centrum Sportowe Spiros Kiprianu, Limassol Sędziowie: Andreas Konstandinidis i Joanis Mitsis |

### Półfinały
|  | Omonia Nikozja | 6 – 0 | Green Air Pafiakos Pafos |  |

| 09.04.2021 20:00 (UTC+2) | Green Air Pafiakos Pafos | 1:3 (19:25, 25:22, 14:25, 23:25) | Omonia Nikozja | Centrum Sportowe Afroditi, Pafos Sędziowie: Andreas Konstandinidis i Memnon Andorkas |

| 12.04.2021 20:00 (UTC+2) | Omonia Nikozja | 3:1 (25:16, 21:25, 25:19, 25:21) | Green Air Pafiakos Pafos | Hala Sportowa Tasos Papadopulos – Elefteria, Engomi Sędziowie: Isaak Fluris i Dimitris Kukunis |

|  | AE Karava | 0 – 6 | Enosis Neon Paralimni |  |

| 09.04.2021 20:00 (UTC+2) | Enosis Neon Paralimni | 3:0 (25:16, 26:24, 25:19) | AE Karawa Lambusa | Miejska hala sportowa, Paralimni Sędziowie: Christos Maifosis i Konstandinos Stefanis |

| 12.04.2021 20:00 (UTC+2) | AE Karawa Lambusa | 1:3 (20:25, 20:25, 25:20, 19:25) | Enosis Neon Paralimni | Centrum Sportowe Spiros Kiprianu, Limassol Sędziowie: Andreas Konstandinidis i Joanis Mitsis |

### Finał
| 16.04.2021 20:00 (UTC+2) | Omonia Nikozja | 3:0 (25:18, 25:21, 25:16) | Enosis Neon Paralimni | Centrum Sportowe Temistoklio, Kato Polemidia Sędziowie: Andreas Daniil i Andreas Konstandinidis |